# 신장생산건설병단
신장생산건설병단(위구르어: شىنجاڭ ئىشلەپچىقىرىش , 중국어 간체자: 新疆生产建设兵团, 정체자: 新疆生產建設兵團, 병음: Xīnjiāng Shēngchǎn Jiànshè Bīngtuán, 영어: Xinjiang Production and Construction Corps, XPCC, Bingtuan)은 중화인민공화국 서부 신장 웨이우얼 자치구에서 중국 인민해방군으로부터 멀어져서 떨어진 군대 조직으로 개간과 변경 방위를 실시하는 국가기관이다. 병단 구성원의 88%가 한족이다.
공산혁명 시기의 인민해방군을 전신으로 하는 신강지역의 독특한 생산조직으로서 농, 임, 목축업에서 공업 및 관광업에 이르기까지 신강 전 지역의 경제활동 분야를 장악하고 있는 조직이다. 쉽게 말해 현대판 둔전-군산복합체. 특히 신강의 농업은 1949년 이래로 인민해방군 생산건설부대에 의해 확장되고 현대화되어 왔다. 전통적인 농업 중심지인 남부 오아시스 지역과 伊犁-塔城 지역에서 기존농경지를 확장시켰을 뿐만 아니라, 우루무치의 서북부, 石河子市 주변, 昌吉回族自治州와 같은 북쪽 지역에서는 완전히 새로운 농경지를 개간하였으며, 관개시설 또한 상당한 속도로 확장시켰다. 그리고 무엇보다도 생산건설부대에 의해 농업 기계화가 활발히 추진되어서, 1987년에 이미 파종 전 밭갈이의 2/3, 파종의 1/2 이상, 추수의 1/5 정도가 기계에 의해 이루어지게 되었다.
인민해방군은 1949년 국민당으로부터 신강지역을 평화적으로 인계받은 후, 10만 명의 군인을 신강지역에 파견하여 -다른 지역에서도 그랬던 것처럼- 생산건설병단을 세웠다. 이 중에서 가장 중요한 병단으로는 흑룡강, 내몽고, 티베트, 하이난 섬 등에 세워진 것을 들 수 있으나, 그 중에서도 가장 중요한 병단은 신강성에 세워진 것이었다. 왜냐하면 다른 모든 생산건설병단은 1975년에 모두 폐쇄되었음에도 불구하고 신강생산건설병단만 1982년에 유일하게 부활되었기 때문이다. 신강의 병단은 1950년 처음 설립되었을 때, 당시 이 지역 최고 군 지도자였던 왕진의 지휘 아래서, 군사․정치․경제 방면의 다양하고 복합적인 기능을 수행했다. 처음에는 대부분의 인원이 군인이었으나, 점점 현지 출신이 아니라, 동부 연해 지방에서 보내진 젊은이들로 대체되었다. 병단은 변경 수비 임무를 띤 준군사적인 기관으로서, 언제나 공산당의 정치적 입장을 지지하는 것이 임무이기도 했지만, 그와 더불어 토지개척, 도로 등의 기간시설 건설, 특정 농작물 장려, 새로운 산업과 광산 개발 등의 주요한 경제적 임무 또한 띠고 있었다. 비록 병단 산하의 농장, 목장, 산업기업, 비농업기업들이 북강과 남강 지역에 모두 존재하지만, 그 활동 범위와 규모는 북강지역에서 더 활발하다.
현재 동원 가능병력 300만의 거대 준군사조직이다.

## 역사
- 1952년 당시 신장에 주둔 하고 있던 인민해방군 제2군, 제6군, 제15군의 대부분의 개간과 변경 방위 임무가 주어진데서 시작된다.
- 1954년에는 중앙으로부터 정식으로 신강군구 생산 건설 군단의 명칭이 주어져 개간지는 국영농장이 되었다. 중심지는 스허쯔 시에게 소재한다.
- 1956년 12월에는 전원이 복원 수속을 취하고 군적이 떨어졌지만, 그 후에도 각지의 지식 청년이나 복원 군인을 모으고 확장을 거듭해 현재는 총수 254만 명, 14개 사단, 185개 연대(집건축 프로젝트 연대 11)를 새로 편성해 상장기업 11사와 대학 2교, 농업 개간 과학원, 스허쯔 경제 기술 개발구를 가진다. 유사시에는 즉시 전력화가 가능한 둔전병부대이다. 2004년에는 창설 50주년을 맞이했다.

## 조직 구조

### 부서
- 위원회
  - 발전 및 개혁위원회
  - 공업 및 정보(信息)화위원회
  - 위생건강위원회
  - 국유자산감독관리위원회
- 판공실(사무실)
  - 빈곤 구제(扶貧, 부빈) 및 개발판공실
  - 외사교무판공실
  - 對口援疆 공작 협조 領導小組판공실
- 국
  - 교육국
  - 과학기술국
  - 공안국
  - 사법국
  - 민정국
  - 재정국
  - 인력자원 및 사회보장국
  - 자연자원국
  - 생태환경국
  - 주거(住房, 주방) 및 도시 계획(城鄉, 성향)건설국
  - 교통운송국
  - 수도국(水利, 수리)
  - 농업농촌국
  - 상무국
  - 문화, 체육, 방송(廣電 광전) 및 관광(旅遊 여유)국
  - 퇴역군인사무국
  - 감사국(審計, 심사)
  - 통계국
  - 시장감독관리국
  - 응급관리국
  - 감옥관리국 (제1, 2, 3, 6, 7, 8사단 지역 감옥 관리)
  - 의료보장국
  - 임업 및 초원국
  - 지방금융감독관리국

### 사업기관
- 공급판매합작연합사
- 대학
  - 개방대학
  - 스허쯔 대학
  - 타림 대학
- 학원
  - 신장 농간과학원
  - 신장 정치법률학원 - 감옥관리국 관리감독
  - 신장 직업기술학원
- 직업기술학원(副廳級, 부청급)
  - 타림 직업기술학원
  - 톄먼관 직업기술학원
  - 흥신직업기술학원(興新職業技術學院)(고급술공학교高級技工學校, 직업술사 배훈학원 職業技師培訓學院)
  - 투무수커 직업기술학원
  - 커커다라 직업기술학원
  - 신시 직업기술학원
  - 쿤위 직업기술학원

### 축산 농장 운영사단

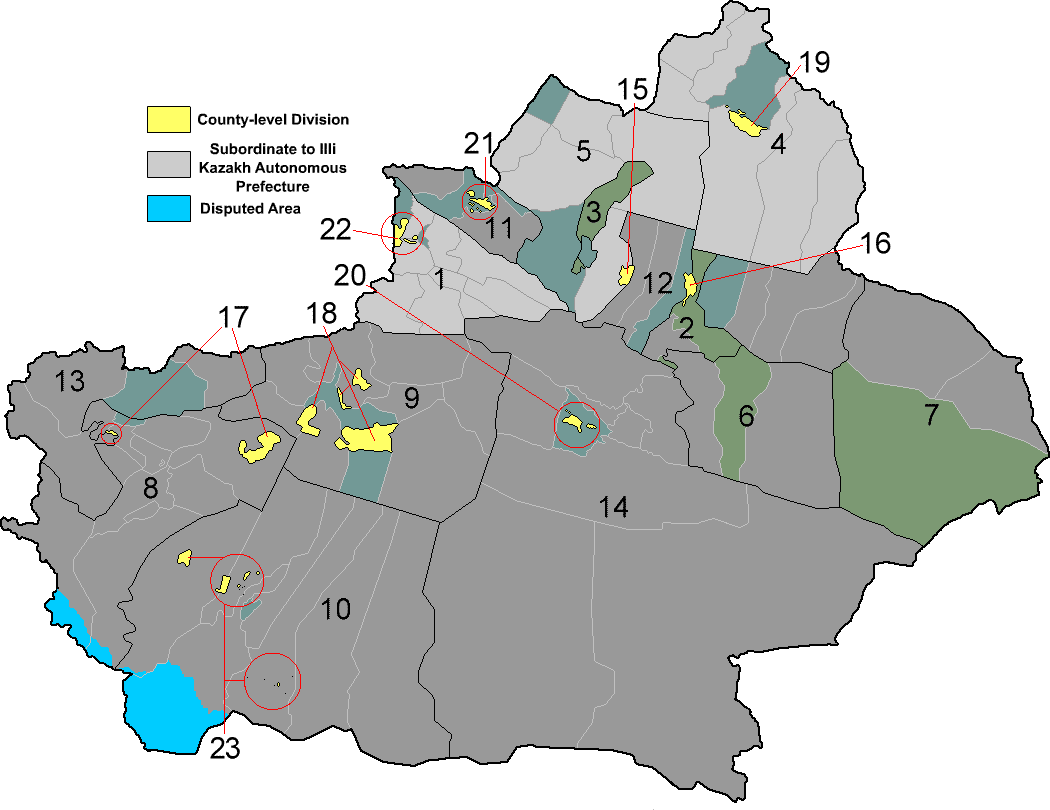
신장 생산건설병단 산하 사단의 관할 농업 및 축산 농장 구역의 도표

| 서수번호 | 창설연도 | 관할 지역                           | 본부       | 옛 기반조직                         | 비고 |
| -------- | -------- | ----------------------------------- | ---------- | ----------------------------------- | ---- |
| 제1사단  | 1953년   | 아크수 지구                         | 아라일시   | 제1병단 제2군 보병 제5사단          |      |
| 제2사단  | 1953년   | 바인궈렁 몽골 자치주                | 톄먼관시   | 제1병단 제5군 보병 제6사단          |      |
| 제3사단  | 1966년   | 카슈가르 지구                       | 투무수커시 | 제1병단 제5군 보병 제15사단         |      |
| 제4사단  | 1953년   | 이리 카자흐 자치주 남부             | 커커다라시 | 제1병단 제6군 보병 제14사단         |      |
| 제5사단  | 1953년   | 보얼타라 몽골 자치주                | 솽허시     | 제1병단 제6군 보병 제16사단         |      |
| 제6사단  | 1953년   | 창지 후이족 자치주                  | 우자취시   | 제1병단 제6군 제17사단              |      |
| 제7사단  | 1953년   | 이리 카자흐 자지부 북부, 커라마이시 | 후양허시   | 제22병단 제9군 보병 제25사단        |      |
| 제8사단  | 1953년   | 커라마이시 동부                     | 스허쯔시   | 제22병단 제9군 보병 제26사단        |      |
| 제9사단  | 1962년   | 타청 지구                           | 바이양시   | 제22병단 제9군 보병 제27사단        |      |
| 제10사단 | 1959년   | 아러타이 지구                       | 베이툰시   | 제22병단 기병 제7사단               |      |
| 제11사단 | 1953년   | 우루무치시                          | 우루무치시 | 제22병단 기병 제8사단, 건설공정사단 |      |
| 제12사단 | 1982년   | 우루무치시                          | 우루무치시 | 우루무치 농장관리국                 |      |
| 제13사단 | 1982년   | 하미시                              | 신싱시     | 하미 농장관리국                     |      |
| 제14사단 | 1982년   | 호탄 지구                           | 쿤위시     | 호탄 농장관리국                     |      |

## 같이 보기
- 생산건설병단
- 신장 군구